# Louise-Emmanuelle de Châtillon
Louise-Emmanuelle de Châtillon, princesse de Tarente (1763-1814), est une aristocrate et mémorialiste française. Elle sert comme dame du palais la reine Marie-Antoinette d'Autriche de 1782 à 1792. Ses mémoires sur sa vie pendant la révolution française ont été publiés.

## Biographie
Louise-Emmanuelle de Châtillon est la fille de Louis-Gaucher, duc de Châtillon (à Mauléon), et d'Adrienne-Emilie-Félicité de la Baume le Blanc de La Vallière. Elle est la petite-fille de Louis-César de La Baume Le Blanc de La Vallière, célèbre bibliophile.
En 1781, elle épouse Charles-Bretagne-Marie de La Trémoille, prince de Tarente. Le couple a une fille, Charlotte (26 octobre 1788 - 15 février 1791).
En 1782, elle est nommée parmi les 15 dames du palais de la reine Marie-Antoinette.

### La Révolution
Après le déclenchement de la Révolution française, son époux émigre et rejoint l'armée émigrée sous les ordres du prince de Condé. Louise-Emmanuelle accompagne la famille royale de Versailles à Paris après la Marche des femmes sur Versailles en octobre 1789, et continue de servir la reine aux Tuileries.
Selon les témoignages, elle était la dame d'honneur avec qui la princesse de Lamballe était la plus amie, et était une invitée fréquente de son salon au Pavillon de Flore, où la princesse était connue pour recruter des contacts aristocratiques loyaux à la cause royale.
Lors de la journée du 20 juin 1792, aux côtés de la princesse de Lamballe, de Madame de Tourzel, de la duchesse de Maillé, de Mme de La Roche-Aymon, de Marie-Angélique de Fitte de Soucy, de Renée Suzanne de Mackau et de Mme de Ginestous, elle fit partie des courtisans entourant la reine et ses enfants pendant plusieurs heures lorsque la foule passait devant la salle en criant des insultes à Marie-Antoinette.

### Le 10 août
Pendant la journée du 10 août, elle et le reste des dames d'honneur de la reine ont été laissées dans la chambre de la reine après que la famille royale a quitté le palais uniquement en compagnie de la princesse de Lamballe et de madame de Tourzel. Selon madame Campan, la princesse de Tarente était dévastée d'être laissée au palais, mais a quand même réussi à se reprendre suffisamment pour ouvrir les portes de la chambre à la foule. Cela a convaincu la foule que la famille royale n'était pas là et qu'il n'était pas nécessaire qu'elle s'y introduise, ce qui a peut-être sauvé la vie des femmes.
Lorsque la foule est entrée dans la chambre où les dames d'honneur étaient rassemblées, la princesse de Tarente, selon Pauline de Tourzel, s'est approchée d'un des révolutionnaires et lui a demandé sa protection. Selon les témoignages, lorsque les rebelles sont entrés dans la chambre de la reine, la dame d'honneur de la princesse de Lamballe, la comtesse de Ginestous, est devenue hystérique, est tombée à genoux et a demandé grâce, sur quoi la princesse de Tarente, se tourna vers le jeune Marseillais qui menait les émeutiers et lui dit : « Cette pauvre dame est, comme vous le voyez, hystérique : ayez la bonté de la conduire en lieu sûr ; et cette jeune fille aussi », en indiquant Pauline de Tourzel, « j'ai confiance en votre honneur; tuez-moi si vous voulez, mais traitez-la avec respect », ce à quoi il répondis : « Nous ne nous battons pas avec les femmes; allez, vous toutes, si vous le voulez ». Selon Pauline de Tourzel, il l'a ensuite escortée, elle et la princesse de Tarente. En suivant cet exemple, le reste des dames d'honneur ont quitté le palais de la même manière, en toute sécurité.
La princesse de Tarente et Pauline de Tourzel ont été escortées par les rebelles, qui les ont laissés dans la rue où elles ont été découvertes par la foule qui les a amenés en prison. Le directeur de la prison leur a permis de partir, et la princesse a emmené Pauline de Tourzel avec elle chez sa grand-mère, d'où elle pourrait rejoindre sa mère.

### Les massacres de Septembre
Parce qu'elle était connue comme une confidente personnelle de la princesse de Lamballe, soupçonnée d'avoir recruté des contacts pour la cause absolutiste royale dans son salon, la princesse de Tarente a été arrêtée et interrogée sur les personnes qu'elle a rencontrées au salon de la princesse de Lamballe aux Tuileries. Elle a nié avoir participé à des complots ou en avoir eu connaissance et après avoir refusé de dénoncer des actes de trahison commis par Marie-Antoinette, elle a été détenue en prison à partir du 27 août.
Pour cette raison, elle était toujours à la prison de l'Abbaye lors des massacres de Septembre, lorsque les tribunaux populaires ont jugé et exécuté sommairement les détenus des prisons de Paris. Le personnel pénitentiaire a cependant tenté de maîtriser au maximum la violence, notamment en ce qui concerne les détenues de la prison de l'Abbaye, dont seulement deux femmes sur 200 ont été exécutées. Dans le cas de la princesse, elle a été escortée au tribunal par le personnel pénitentiaire ayant l'intention de la protéger, et a été particulièrement assistée par un monsieur Chancy, qui lui a dit quoi dire afin de tourner la sentence du tribunal à son avantage. Elle a donc répondu qu'elle était emprisonnée depuis le 27 août, qu'elle a été interrogée et que son domicile a été perquisitionné depuis, mais qu'aucune preuve à charge n'a été présentée contre elle, et qu'elle a été séparée de son mari et ne savait pas où il se trouvait ni s'en souciait.
Elle est acquittée de toutes les charges par le tribunal populaire et escortée chez sa mère à l'hôtel de Châtillon.

### Exil
Pendant la Terreur, la princesse émigre en Angleterre et reçoit une pension de la sœur de Marie-Antoinette, Marie-Caroline d'Autriche. En 1795, elle postule sans succès à un poste de dame d'honneur de Marie-Thérèse de France.
Elle quitte l'Angleterre en compagnie de son beau-frère Marie-François-Emmanuel de Crussol pour la cour de Russie vers mars 1797, où elle devient dame d'honneur de la tsarine Sophie-Dorothée de Wurtemberg.
Elle retourne en France en 1801 et y reste trois ans, mais elle ne souhaite plus y vivre à cause des souvenirs traumatisants de la Révolution, et préfère revenir et passer le reste de sa vie en Russie, où elle est une figure centrale des cercles d'émigrés français réunis autour de la comtesse Varvara Golovina.

## Ouvrage
- Louis de La Trémoille, membre de l'Institut, Souvenirs de la princesse de Tarente, 1789-1792, 1901, Paris, Librairie Honoré Champion, 244 pages,  lire en ligne